# 輸出細動脈

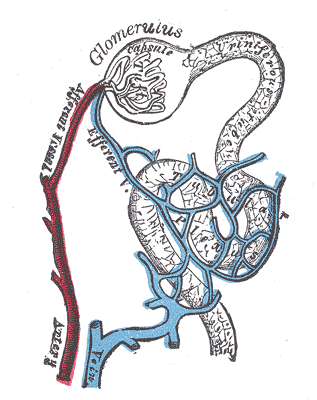
腎皮質での血管。図の赤い管が輸入細動脈、青い管が輸出細動脈である。

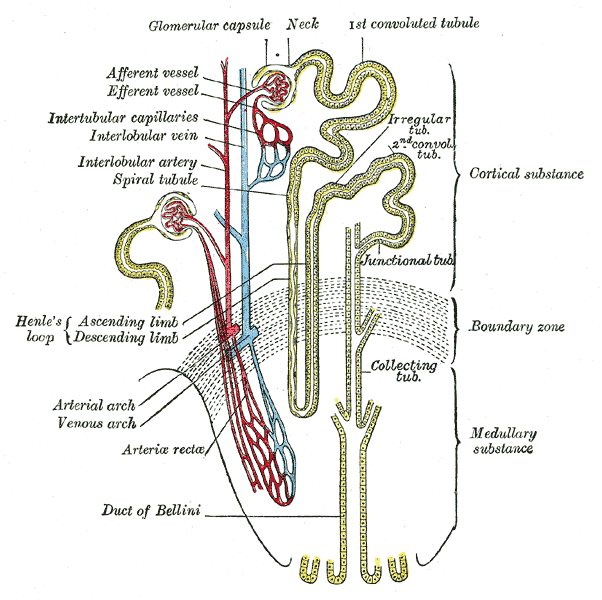
尿細管の模式図

輸出細動脈（ゆしゅつさいどうみゃく、Efferent arteriole）は、動物の泌尿器系の血管の1つで、糸球体の毛細血管が収束したものである。
哺乳類の腎臓では、輸出細動脈は糸球体の位置によって2つの異なるコースをたどる。
哺乳類の腎臓において、約15%の糸球体は、腎皮質と腎髄質の間にあり傍髄質糸球体として知られ、他は未分化の皮質の糸球体である。

## 未分化皮質の糸球体
未分化皮質の糸球体の輸出細動脈は簡単な構造をしており、尿細管から再吸収した物質を血液循環に戻す役割を持つ。
輸出細動脈は、糸球体から離れるとすぐ毛細血管に細分化し、腎皮質の尿細管を取り囲む網状血管になる。

## 傍髄質糸球体
傍髄質糸球体の輸出細動脈は複雑になっている。
輸出細動脈は分岐し、血管の束（直細動脈）になって腎髄質の外側と内側を灌流する。
血管は腎髄質の内部に戻り、直細動脈は規則正しく下降し奇網を組織する。この怪網は、腎髄質で浸透性の物質を分離し濃度の高い尿を作る。また、この網は腎髄質のガス交換から分離されており、この領域の代謝は嫌気性である。そして、赤血球は未知の機構で直細動脈を通り、髄質部の外側領域の細管を取り巻く毛細血管の網状血管に運ばれる。怪網の血液と腎髄質から戻る血液は皮質の排出液と同様に腎臓の静脈に運ばれ、全身の血液循環に乗る。

## 画像

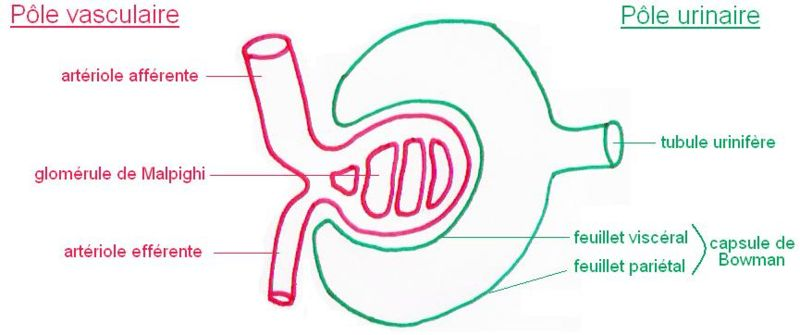
腎小体（マルピーギ小体）
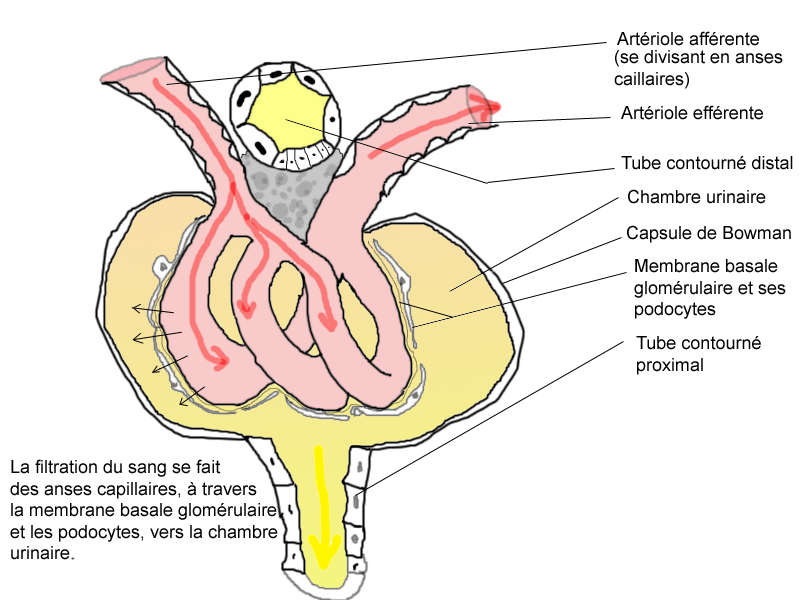
糸球体